# Bloxwich
Bloxwich is een plaats en civil parish in het district Walsall in het graafschap West Midlands. Bloxwich ligt in de regio West Midlands in Engeland.

## Geschiedenis
Bloxwich dateert reeds uit het tijdperk van de Angelsaksen en lag in het Koninkrijk Mercia. De plaats is mogelijk vernoemd naar een familie Bloc (Bloxwich, eerst Blockeswich, betekent Blocs dorp).

## Wijken
- Houghville
- Blakenall Heath
- Beechdale
- Harden
- Little Bloxwich
- Wallington Heath
- Mossley
- Turnberry Estate
- Dudley Fields
- Goscote
- Leamore
- Lower Farm Estate